# Miguel Hidalgo, Zacatecas
Miguel Hidalgo är en ort i Mexiko.   Den ligger i kommunen General Francisco R. Murguía och delstaten Zacatecas, i den centrala delen av landet, 600 km nordväst om huvudstaden Mexico City. Miguel Hidalgo ligger 1 873 meter över havet och antalet invånare är 158.
Terrängen runt Miguel Hidalgo är lite kuperad. Runt Miguel Hidalgo är det mycket glesbefolkat, med 3 invånare per kvadratkilometer. Närmaste större samhälle är Pacheco, 9,4 km sydost om Miguel Hidalgo. Omgivningarna runt Miguel Hidalgo är i huvudsak ett öppet busklandskap.